# Стіґ Асмуссен
Стіґ Асмуссен (дан. Stig Asmussen; 13 вересня 1972) — американський креативний директор, ігровий художник та сценарист. Асмуссен розпочав свою кар'єру в індустрії відеоігор у 1999 році, долучившись до Midway Games. У 2003 році Midway була розформована, й Асмуссен перейшов до Santa Monica Studio, де брав участь у розробці франшизи God of War, включно з однойменною грою 2005 року, God of War II (2007) і God of War III (2010). У 2014 році його було звільнено, після чого він перейшов до Respawn Entertainment, де очолив розробку перших двох ігор серії Star Wars Jedi — Fallen Order (2019) та Survivor (2023). У вересні 2023 року було оголошено, що Асмуссен покинув Respawn, а в березні 2024-го він повідомив про заснування студії Giant Skull та розробку її дебютного проєкту.

## Біографія
Стіґ Асмуссен народився 13 вересня 1972 року. Його дідусь іммігрував до США з Данії перед початком Великої депресії. Він також має брата Джеса та сестру Кірстен. Асмуссен закінчив Інституті мистецтв Піттсбурга зі ступенем у галузі комп'ютерної анімації. Згодом він влаштувався художником до студії Midway Games, де працював над Gauntlet Dark Legacy та Dr. Muto. Після того, як Midway була розформована у 2003 році, Асмуссен приєднався до SCE Studio Santa Monica, однієї зі студій Sony Computer Entertainment, як провідний художник оточення God of War, першої частини однойменної франшизи. Пізніше він обіймав посаду артдиректора God of War II, а після того, як ігровий директор Корі Барлог пішов зі студії після перших восьми місяців розробки God of War III, Асмуссен зайняв його місце.
До лютого 2014 року Асмуссен керував розробкою нової інтелектуальної власності Santa Monica, але був звільнений разом із деякими іншими співробітниками після її скасування. У червні він приєднався до Respawn Entertainment як ігровий директор. У травні 2016 року Асмуссен повідомив, що працює над проєктом за мотивами «Зоряних війн», який був анонсований як Star Wars Jedi: Fallen Order у червні 2018-го. У 2022 році було оголошено, що Respawn веде розробку Star Wars Jedi: Survivor, продовження Fallen Order, на чолі з Асмуссеном. У вересні 2023 року EA оголосила, що Асмуссен вирішив залишити Respawn.
У березні 2024 року Асмуссен повідомив про заснування в Лос-Анджелесі студії Giant Skull та розробку її дебютного проєкту — пригодницького бойовика на основі ігрового рушія Unreal Engine 5. Крім Асмуссена, у складі студії працюють його колишні колеги із Santa Monica Studio та Respawn, а також колишні розробники Rockstar Games, Rocksteady Studios, Epic Games та Blizzard Entertainment.

## Праці
| Рік  | Назва                         | Обов'язки                   | Студія                  |
| ---- | ----------------------------- | --------------------------- | ----------------------- |
| 2000 | Gauntlet Dark Legacy          | 3D-художник                 | Midway Games            |
| 2002 | Dr. Muto                      | художник рівнів             | Midway Games            |
| 2005 | God of War                    | провідний художник оточення | SCE Studio Santa Monica |
| 2007 | God of War II                 | артдиректор                 | SCE Studio Santa Monica |
| 2008 | God of War: Chains of Olympus | артдиректор                 | Ready at Dawn           |
| 2010 | God of War III                | креативний директор         | SCE Studio Santa Monica |
| 2013 | God of War: Ascension         | додаткова художня підтримка | SCE Studio Santa Monica |
| 2019 | Star Wars Jedi: Fallen Order  | ігровий директор            | Respawn Entertainment   |
| 2023 | Star Wars Jedi: Survivor      | ігровий директор            | Respawn Entertainment   |
| Н/Д  | Неанонсований проєкт          | Н/Д                         | Giant Skull             |